# Myntasläktet
Myntasläktet (Mentha L.)   är ett växtsläkte som tillhör familjen kransblommiga växter.

## Beskrivning
Det är fleråriga växter med upp till 1 m höga stänglar med motsatta, sågkantade blad. Art|erna utmärker sig för en starkt kryddad och aromatisk doft.
Klassificeringen är svår, eftersom variationerna är många redan inom en huvudart, och många arter hybridiserar sig lätt. Många åsikter har ventilerats mellan experterna, och klassningen har ofta ändrats. I litteraturen sägs än si, än så.
Kromosom-talet varierar mellan arterna.

## Underarter
- Mentha suaveolens subsp. suaveolens. Habitat: Makaronesien, Medelhavsområdet
  - Synonymer:
    - Mentha suaveolens var. bullata (Briq.) Lebeau & J.Duvign., 1974
    - Mentha suaveolens var. craspedota Lebeau & J.Duvign., 1974
    - Mentha suaveolens var. elongata (Ten.) Lebeau & J.Duvign., 1974
    - Mentha suaveolens var. glabrescens (Timb.-Lagr.) Lebeau & J.Duvign., 1974
    - Mentha suaveolens subsp. insularis (Req.) Greuter, 1972
    - Mentha suaveolens var. lepteilema (Briq.) Lebeau & J.Duvign., 1974
    - Mentha suaveolens var. meduanensis (Déségl. & T.Durand) Lebeau & J.Duvign., 1974
    - Mentha suaveolens var. oblongifolia (Strail) Lebeau & J.Duvign., 1974
    - Mentha suaveolens var. reverchonii (Rouy) Greuter, 1972
    - Mentha suaveolens var. serrata (Pérard) Lebeau & J.Duvign., 1974
- Mentha suaveolens subsp. timija (Coss. ex Briq.) Harley, 1977. Habitat: Marocko

## Hybrider
Hybriderna är oftast sterila, men de sprider sig lätt genom utlöpare från rötterna. Det kan ske så effektivt, att myntor på sina håll kan bli hela mattor och betraktas som invasiva.
- Dumetorum, Mentha × dumetorum Schult., pro spec. & H.Hyl.
- Hjärtmynta, Mentha × villosa Huds., 1778
  - Varietet:
    - Mentha × villosa var. alopecuroides (Hull) Briq.
- Kransmynta, Mentha × verticillata L., pro spec. & H.Hyl.
- Pepparmynta, Mentha × piperita L.
- Raripilamynta, Mentha × smithiana R.A.Graham
- Ädelmynta, Mentha × gracilis Sole

## Habitat

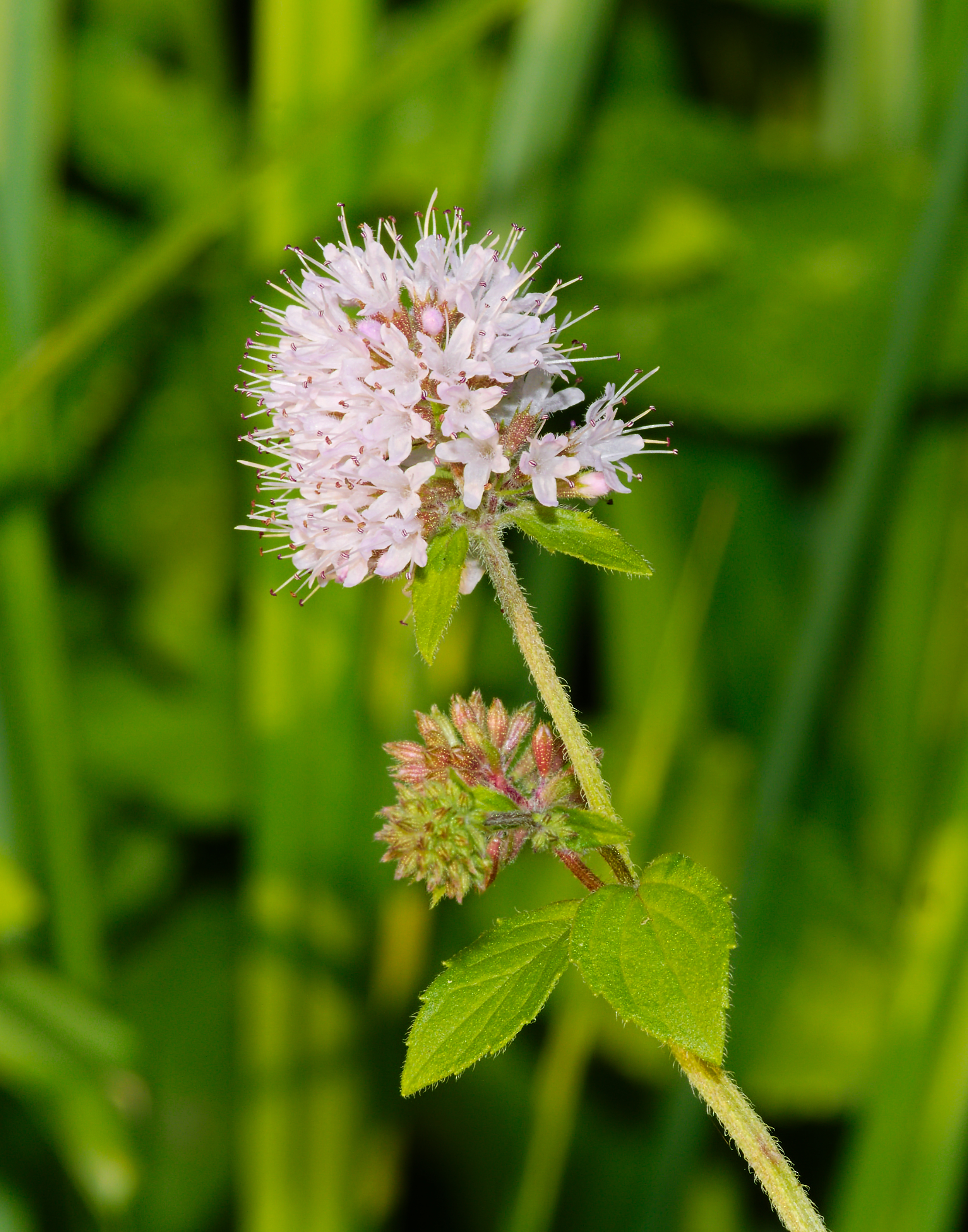
Vattenmynta

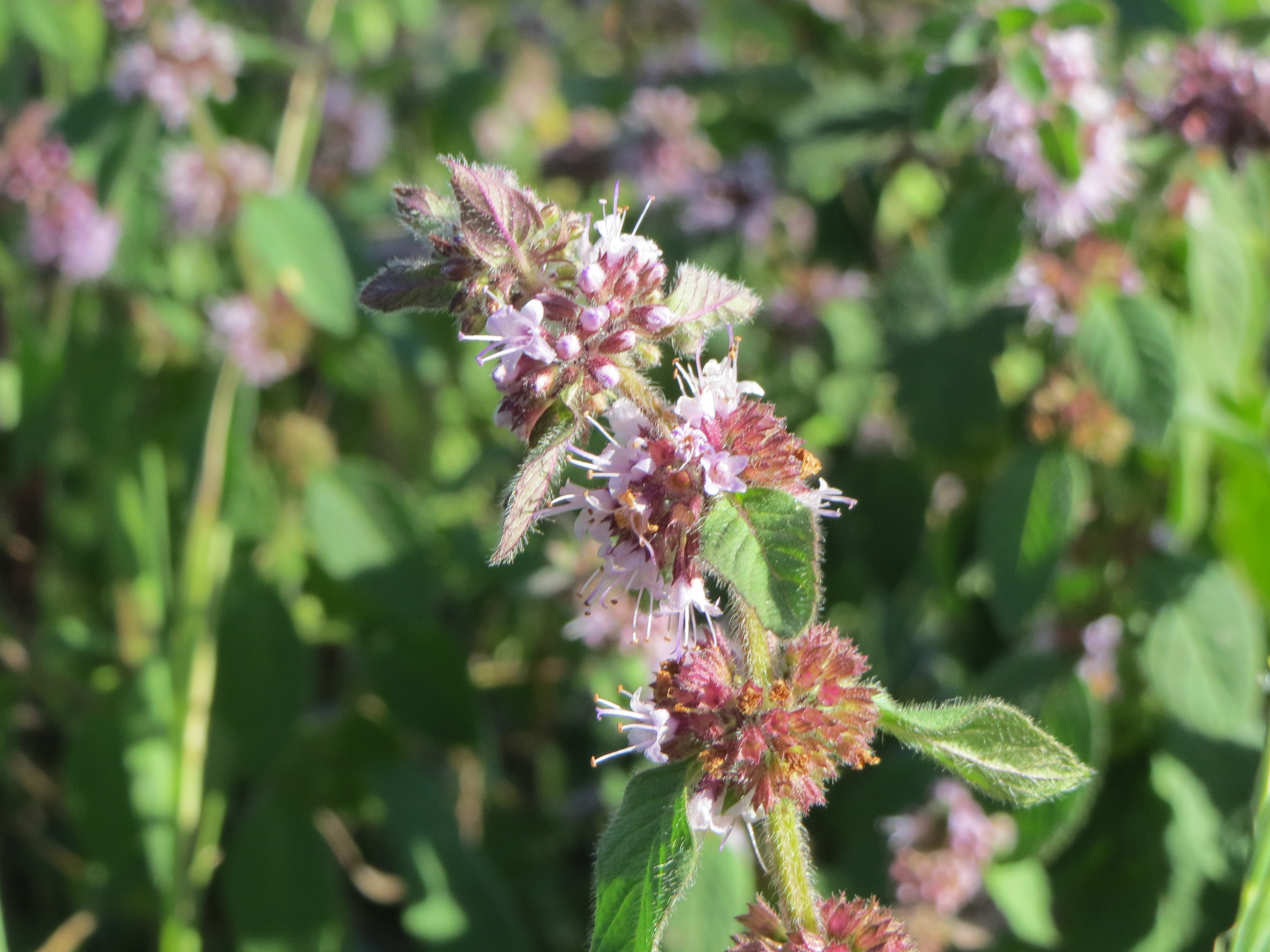
Åkermynta

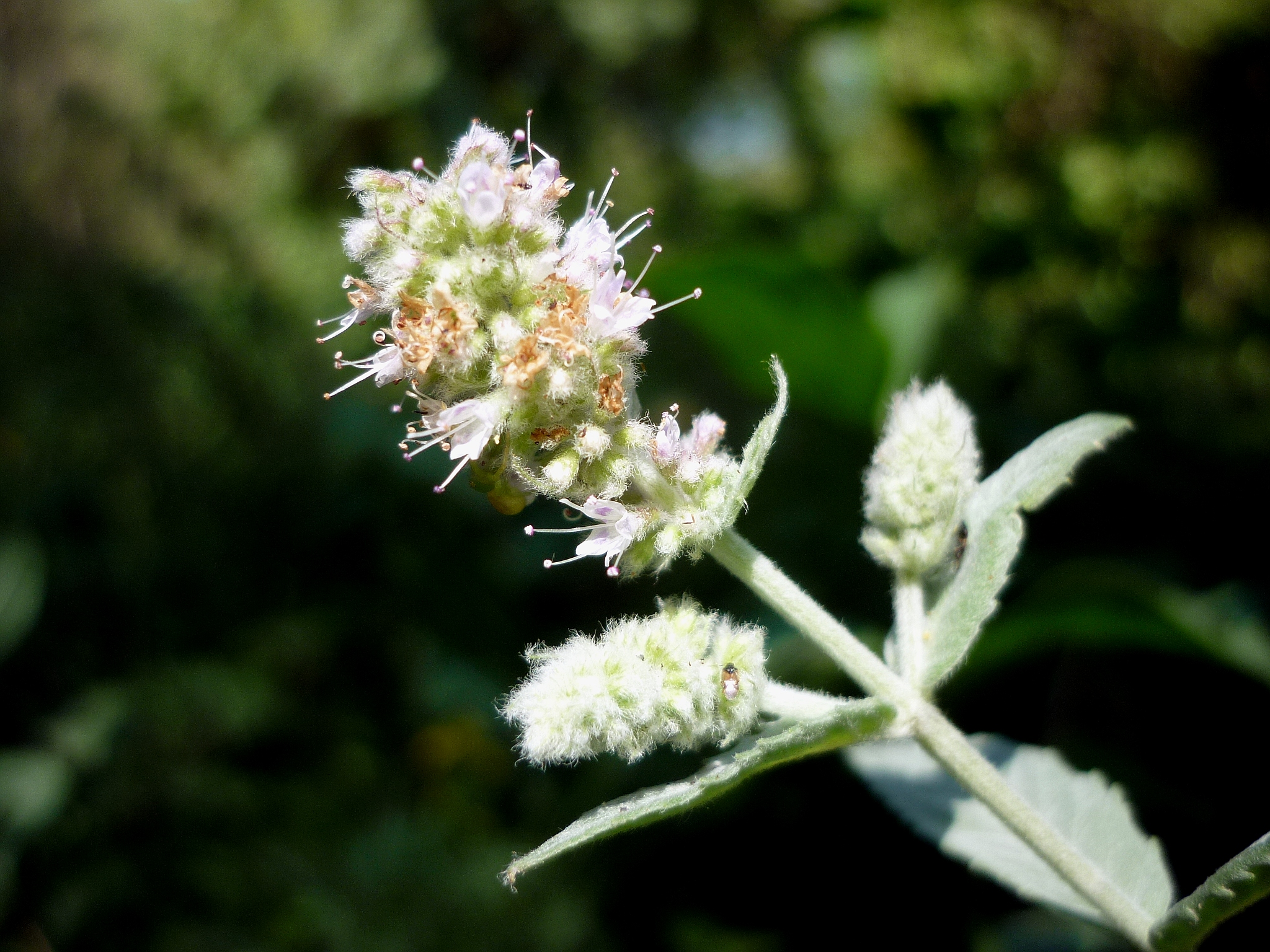
Gråmynta

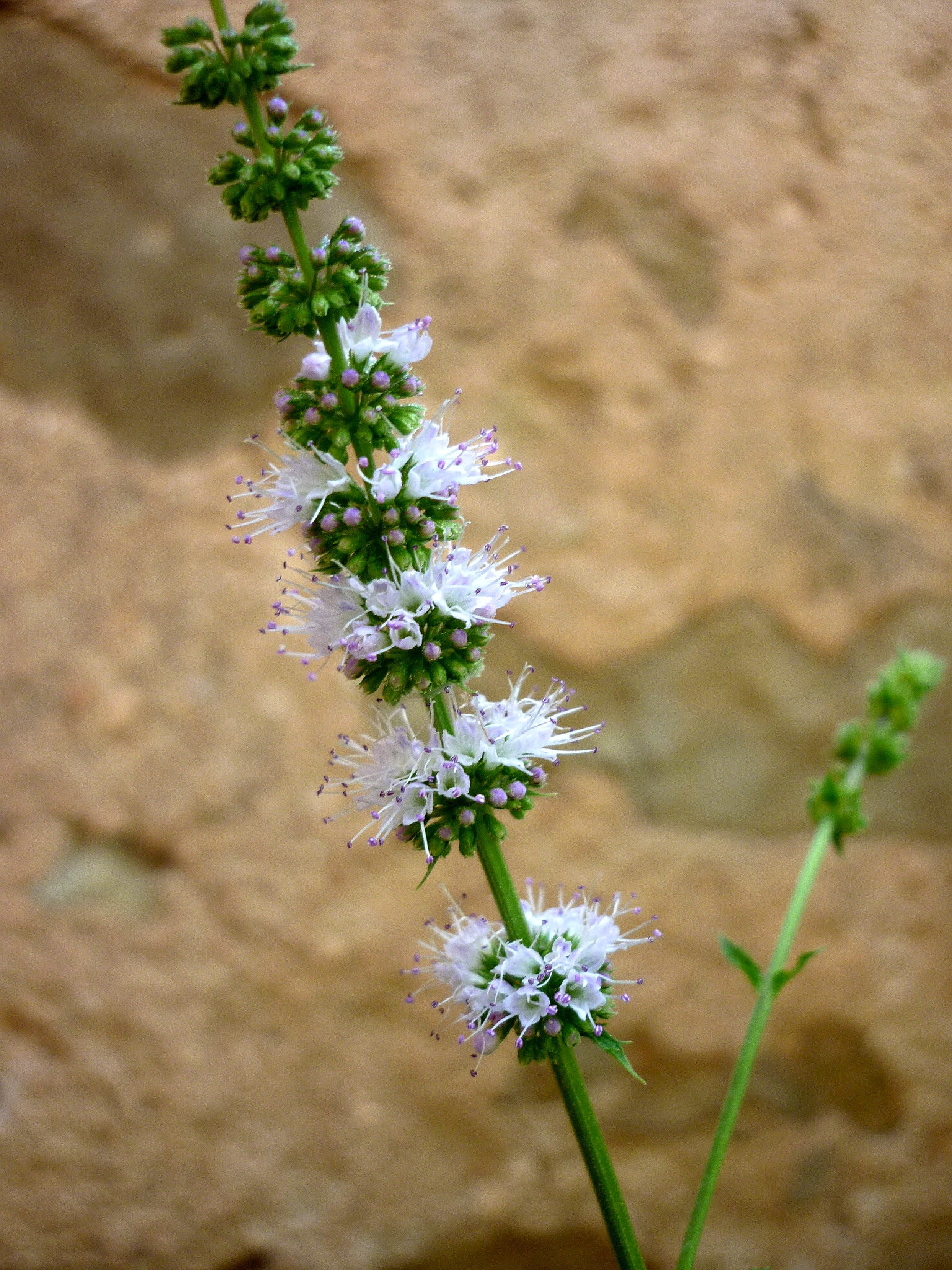
Grönmynta

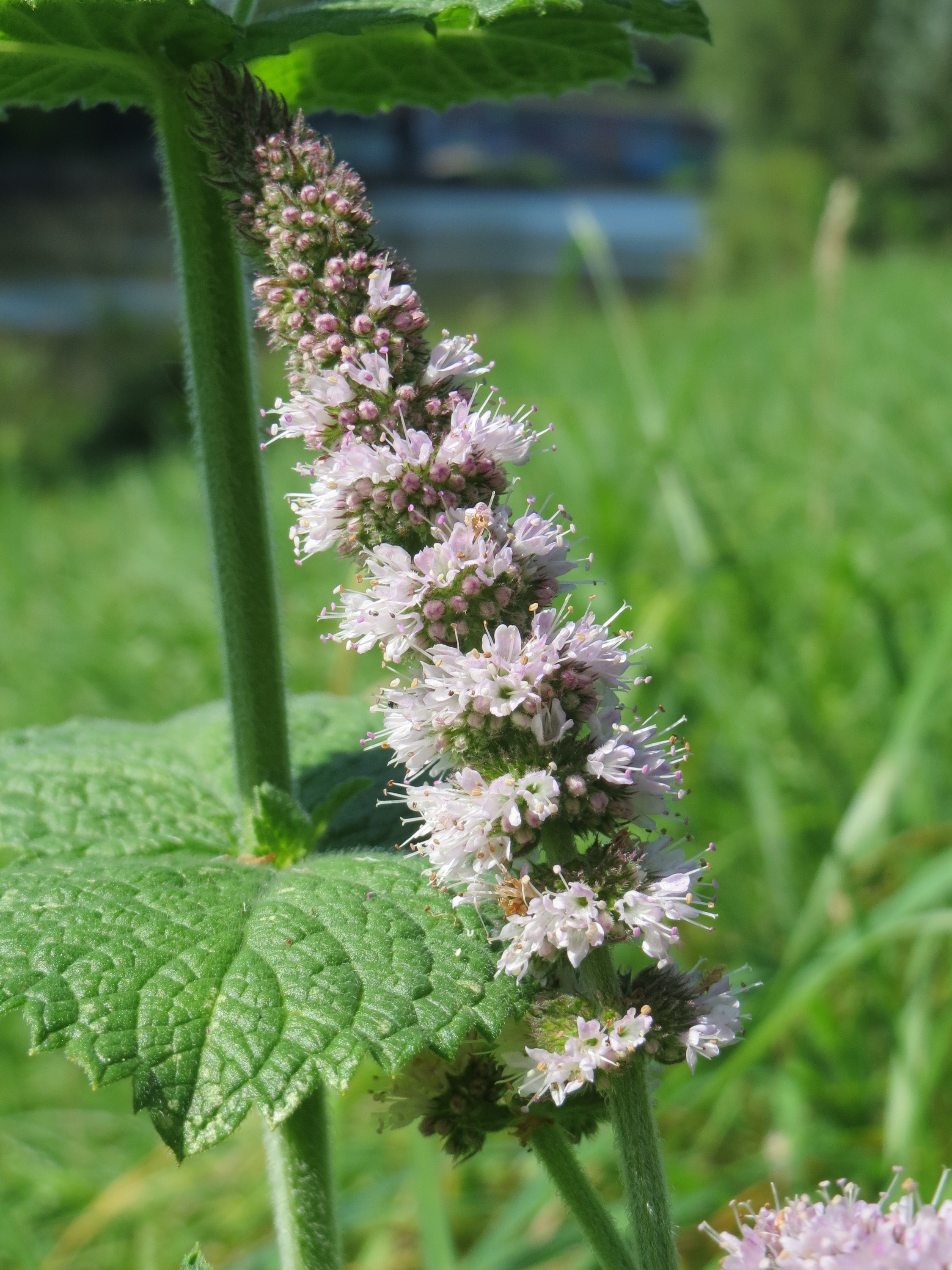
Rundmynta

I Sverige finns fem myntaarter, varav endast två är ursprungliga:
- Vattenmynta, Mentha aquatica
- Åkermynta, Mentha arvensis

De övriga var ursprungligen odlade, men blev så småningom naturaliserade och bofasta i naturen:
- Gråmynta, Mentha longifolia
- Grönmynta, Mentha spicata
- Rundmynta, Mentha suaveolens

## Biotop
De flesta mynta-arterna föredrar fuktig mark.

## Användning
Myntor odlas för användning som krydda och används i till exempel godis, likör, glass och tandkräm, men även till lammkött. En lättodlad kryddväxt med mild smak, vanlig i det engelska köket. 
För utvinning av eterisk olja används pepparmynta och grönmynta. Pepparmyntolja ingår tillsammans med doftämnen från andra växter i Eau de Cologne.
Mynta ingår som smaksättning i drinken Mojito.
Enligt folkmedicin kan hicka botas om myntablad tuggas eller med dryck kokat på myntablad. Vilket slags mynta, som avses, framgår inte.

## Mytologi
När guden Pluton förälskade sig i nymfen Minthe förvandlade hon sig till en mynta.

## Kladogram enligtCatalogue of Life[1]
| Myntor | \| \| vattenmynta Mentha aquatica L., 1753 \| \| \| \| \| \| åkermynta \| \| \| \| \| \| Mentha gracilis \| \| \| \| \| \| Mentha piperita \| \| \| \| \| \| polejmynta \| \| \| \| \| \| Mentha requienii \| \| \| \| \| \| Mentha rotundifolia \| \| \| \| \| \| Mentha smithiana \| \| \| \| \| \| gråmynta \| \| \| \| \| \| rundmynta \| \| \| \| \| \| Mentha verticillata \| \| \| \| \| \| Mentha villosa \| \| \| \| |
|        | \| \| vattenmynta Mentha aquatica L., 1753 \| \| \| \| \| \| åkermynta \| \| \| \| \| \| Mentha gracilis \| \| \| \| \| \| Mentha piperita \| \| \| \| \| \| polejmynta \| \| \| \| \| \| Mentha requienii \| \| \| \| \| \| Mentha rotundifolia \| \| \| \| \| \| Mentha smithiana \| \| \| \| \| \| gråmynta \| \| \| \| \| \| rundmynta \| \| \| \| \| \| Mentha verticillata \| \| \| \| \| \| Mentha villosa \| \| \| \| |
|        | vattenmynta Mentha aquatica L., 1753 |
|        | |
|        | åkermynta |
|        | |
|        | Mentha gracilis |
|        | |
|        | Mentha piperita |
|        | |
|        | polejmynta |
|        | |
|        | Mentha requienii |
|        | |
|        | Mentha rotundifolia |
|        | |
|        | Mentha smithiana |
|        | |
|        | gråmynta |
|        | |
|        | rundmynta |
|        | |
|        | Mentha verticillata |
|        | |
|        | Mentha villosa |
|        | |

## Bilder

Bildgalleri
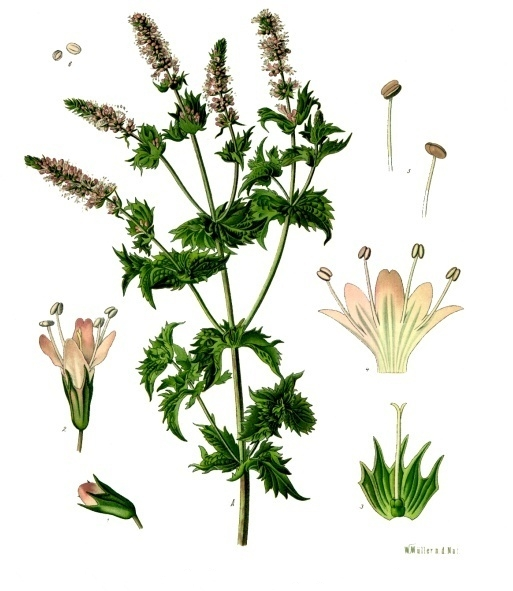
Mentha spicata L. var.viridis L., 1753 Från Franz Eugen Köhler: Köhler's Medizinal-Pflanzen A Blommande kvist i naturlig storlek Alla nedanstående figurer är förstoringar 1 Blomknopp 2 Blomma 3 Pistill med uppskuren kalk 4 Uppskuren blomkrona 5 Ståndare 6 Pollenkorn
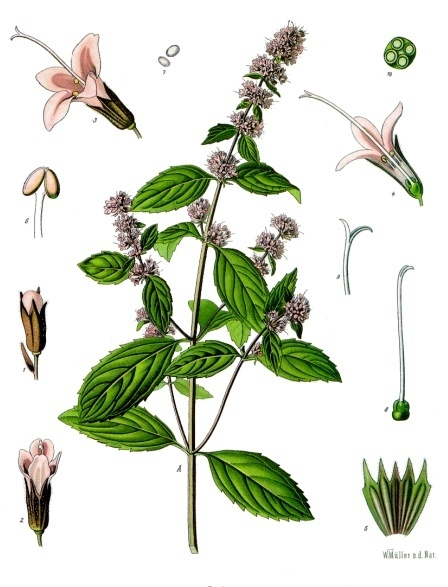
Mentha × piperita Från Franz Eugen Köhler: Köhler–s Medizinal-Pflanzen A Blommande kvist i naturlig storlek Alla nedanstående figurer är förstoringar 1 Knopp 2 och 3 Blommor 4 Blomma, uppskuren 5 Kalk, uppskuren 6 Ståndare 7 Pollenkorn 8 Pistillens stift 9 Pisillens märke 10 Frukt i tvärsnitt
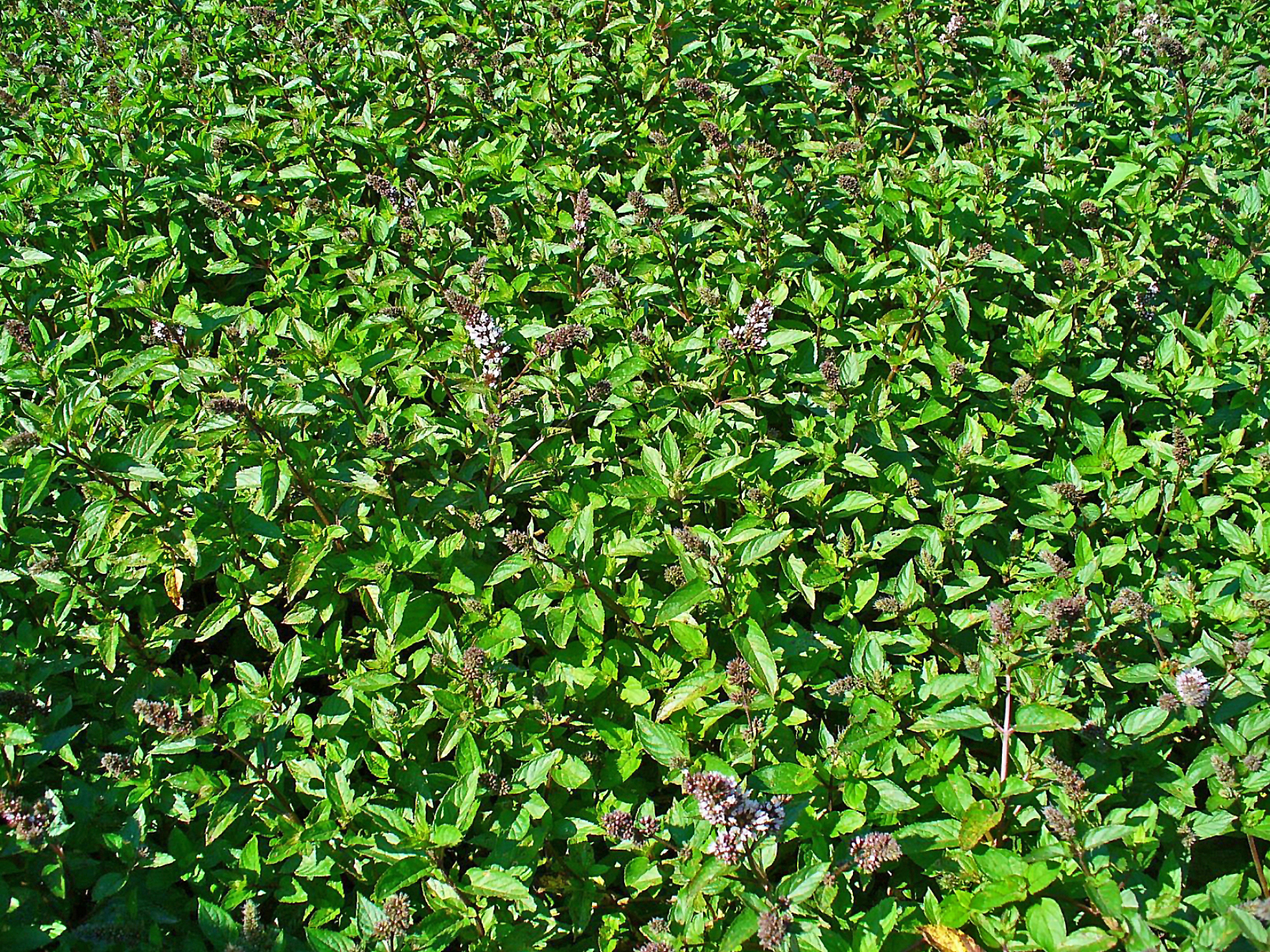
Myntamatta (Mentha x piperita)
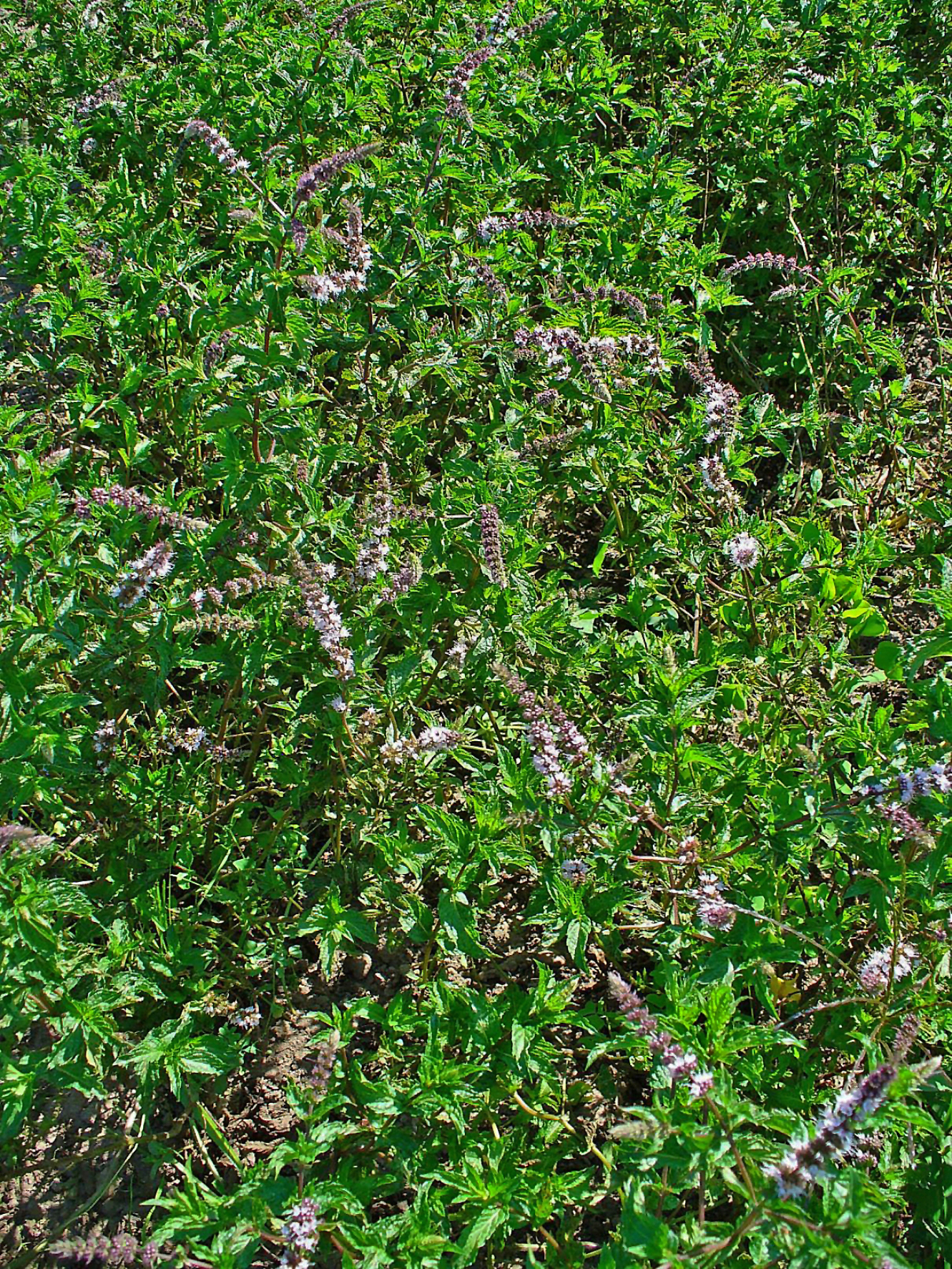
Myntamatta (Mentha spicata var. crispa)
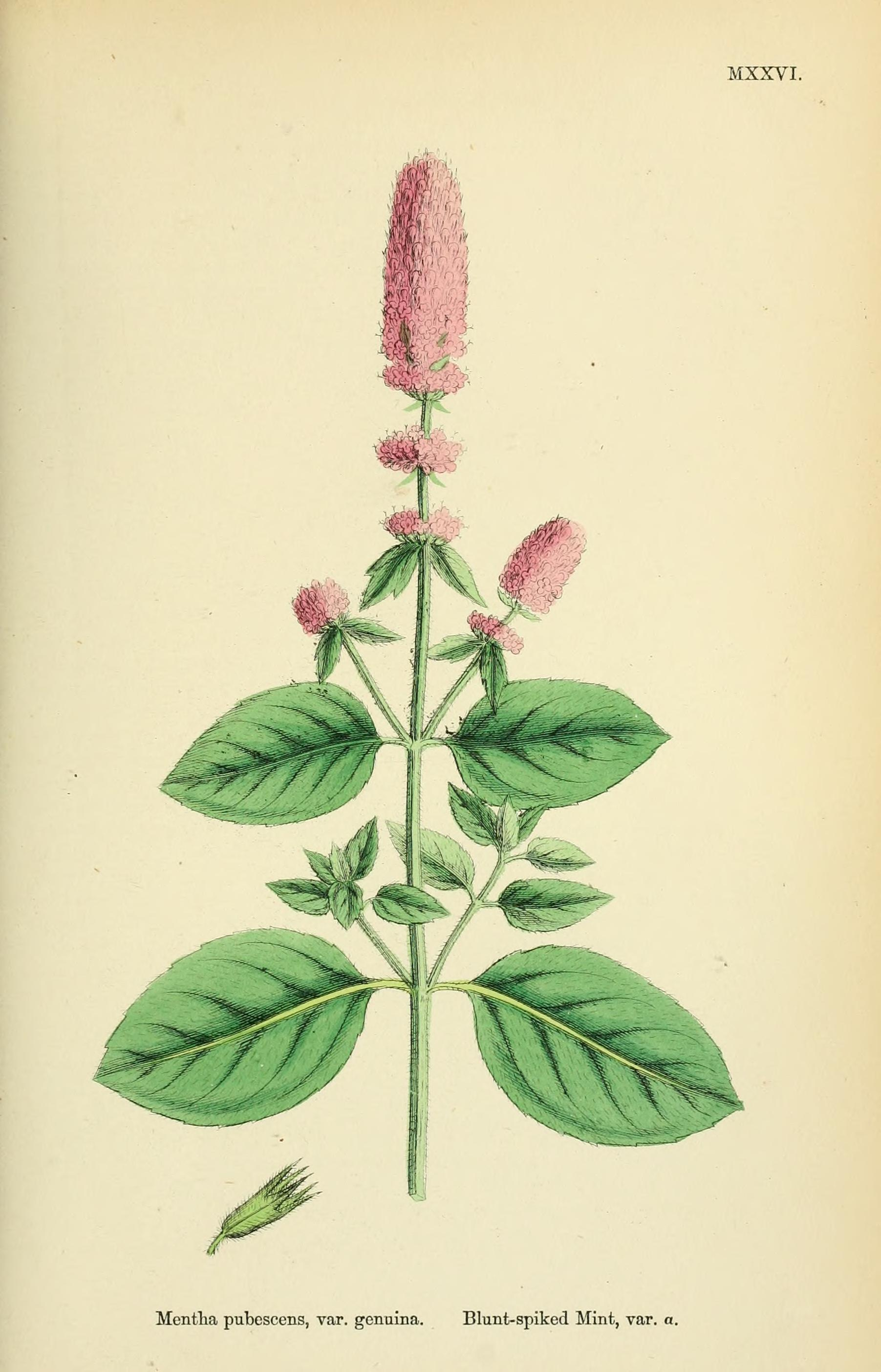
Mentha × dumetorum Schult., pro spec. & H.Hyl.
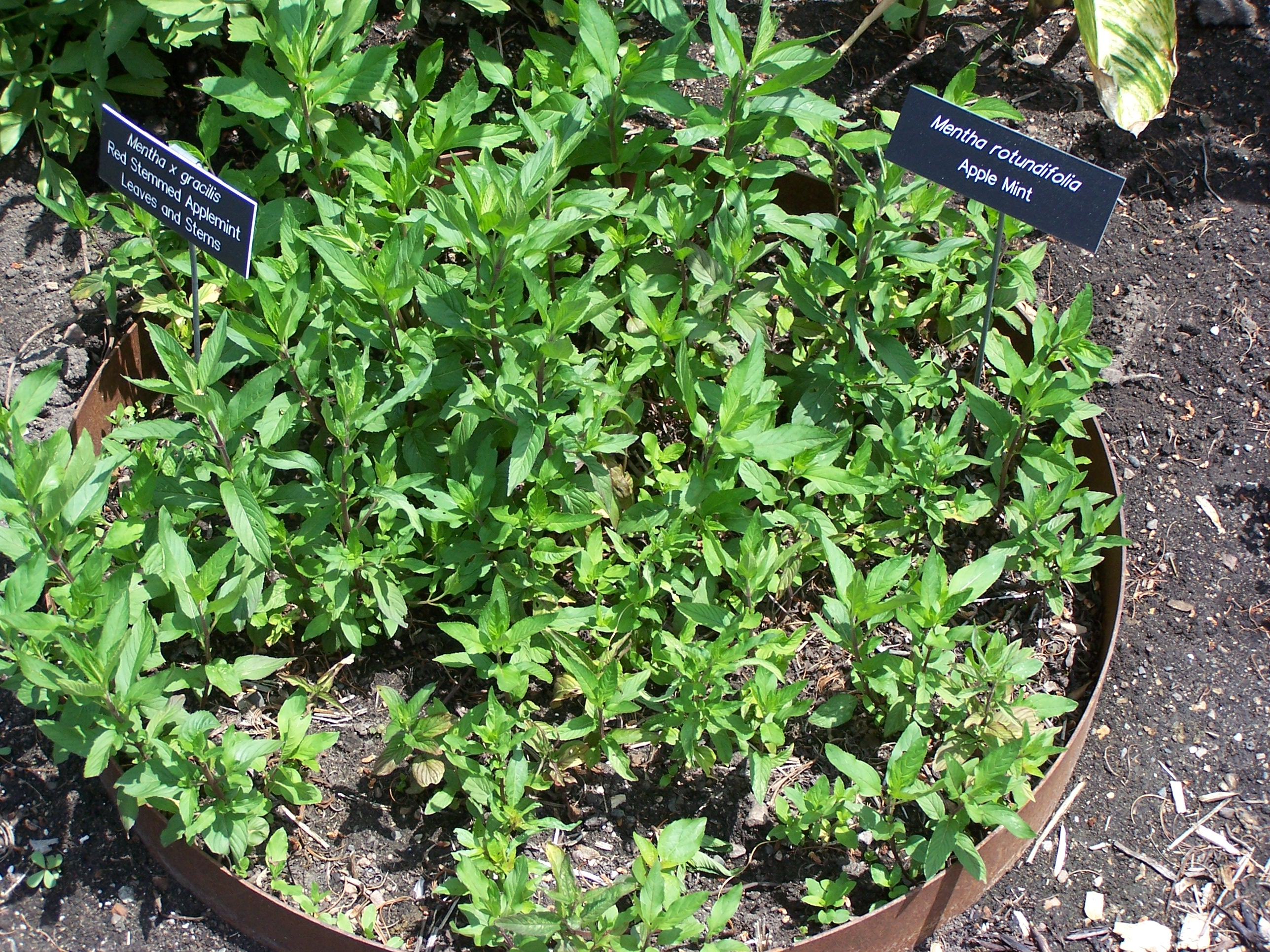
Ädelmynta, Mentha × gracilis Sole och äppelmynta, (= rundmynta) Mentha rotundifolia Ehrh. (Se skyltarna)
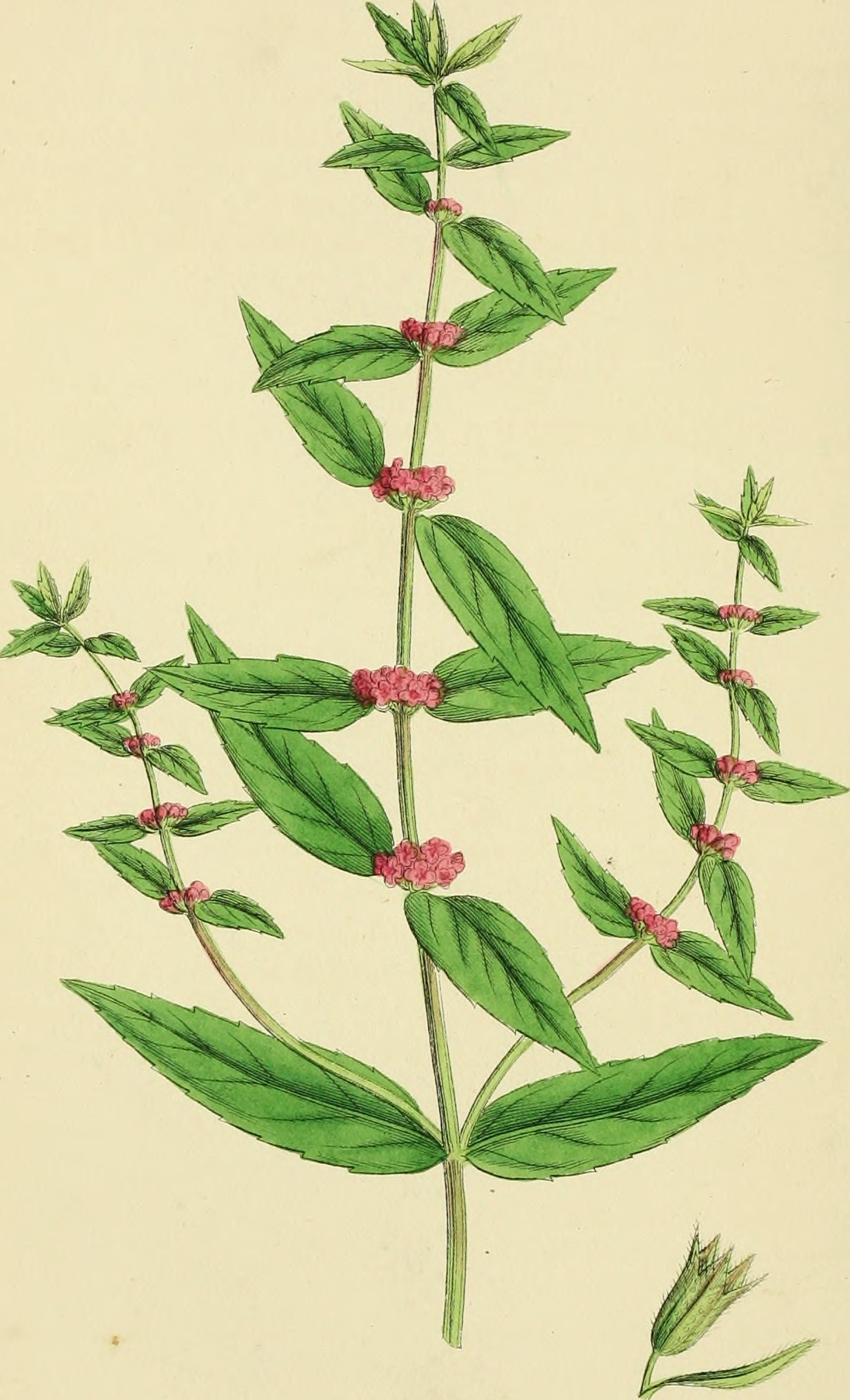
Ädelmynta Mentha × gracilis Sole
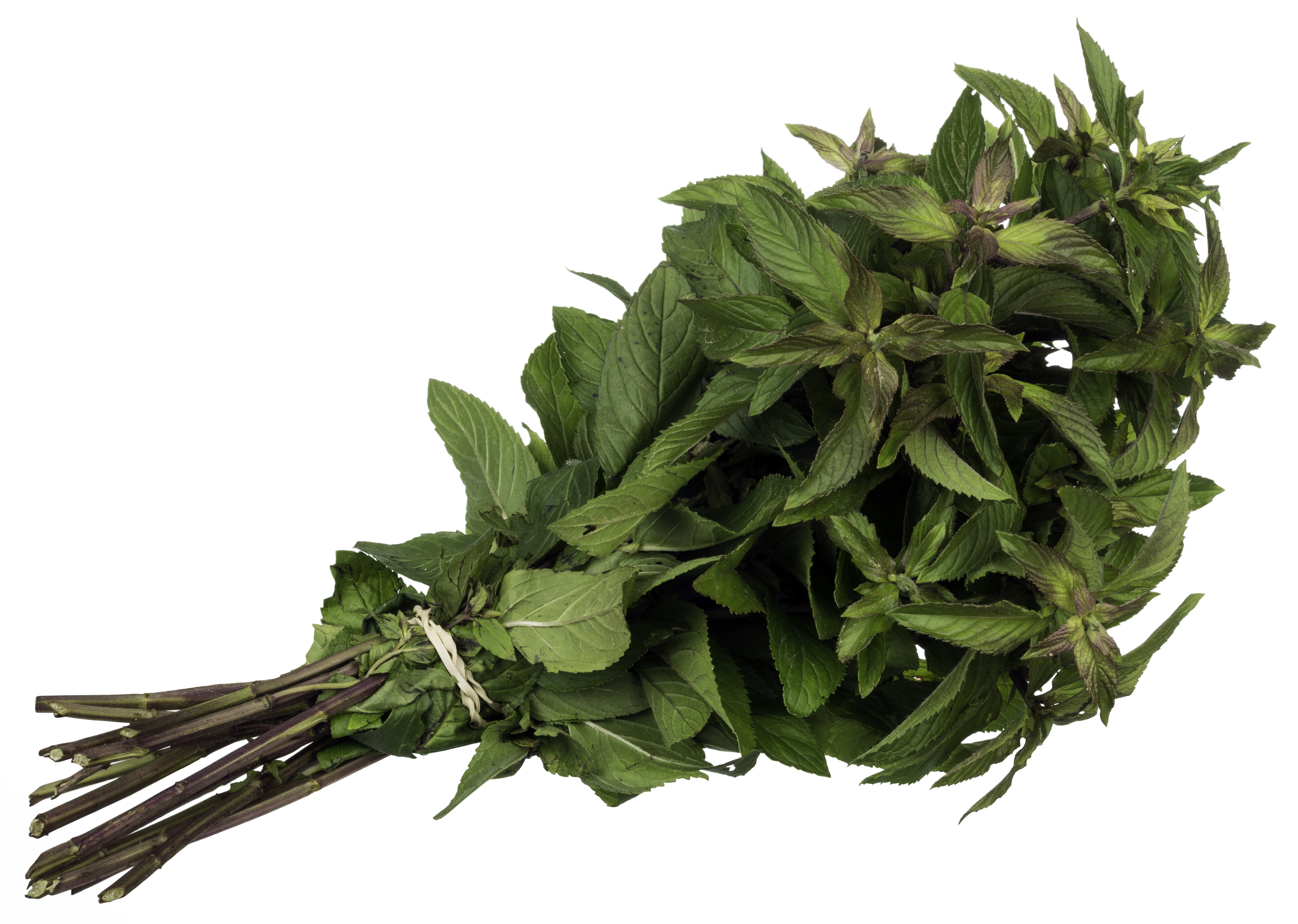
Mentha spicata L.
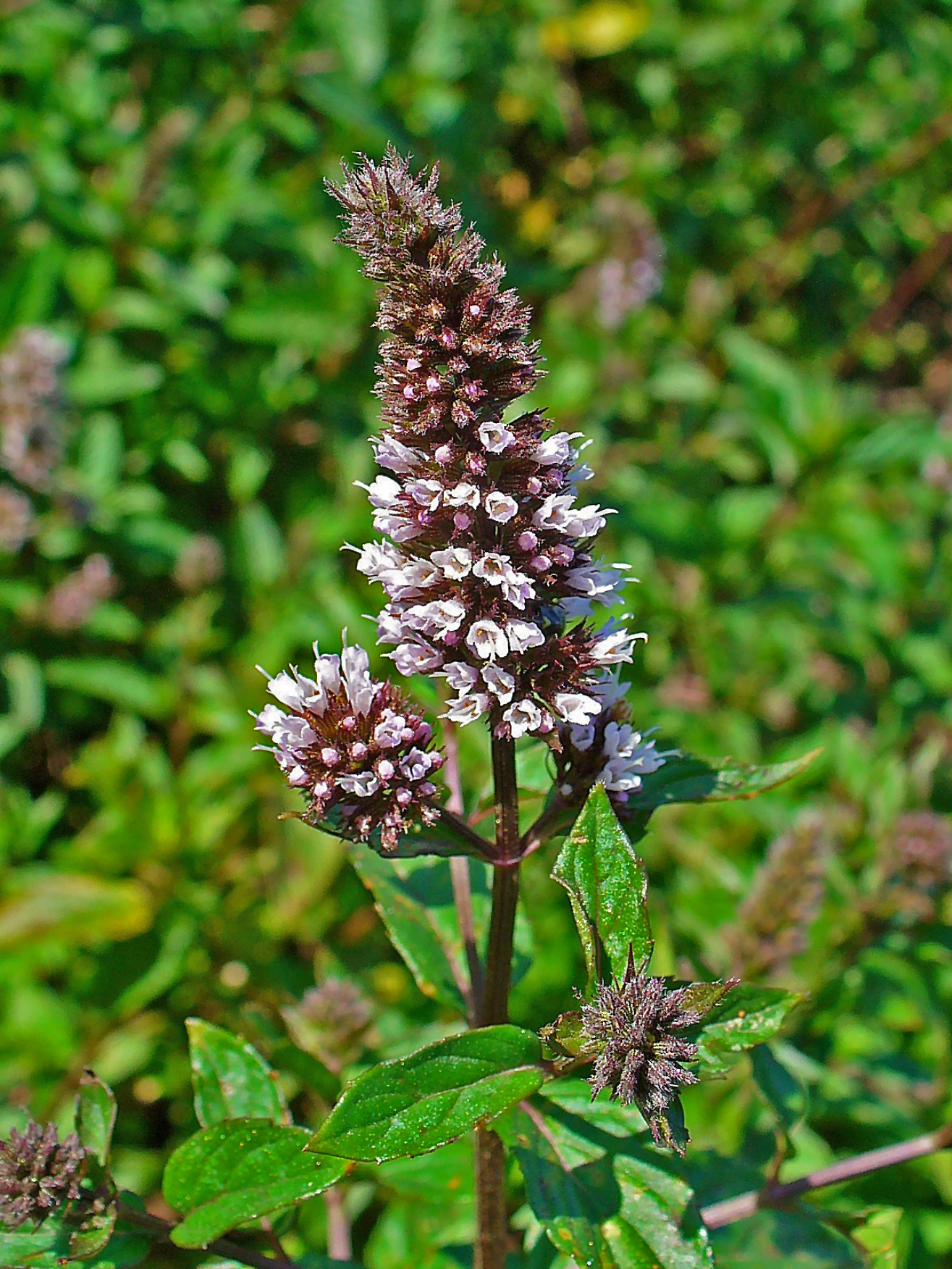
Peppardmynta Mentha × piperita L.
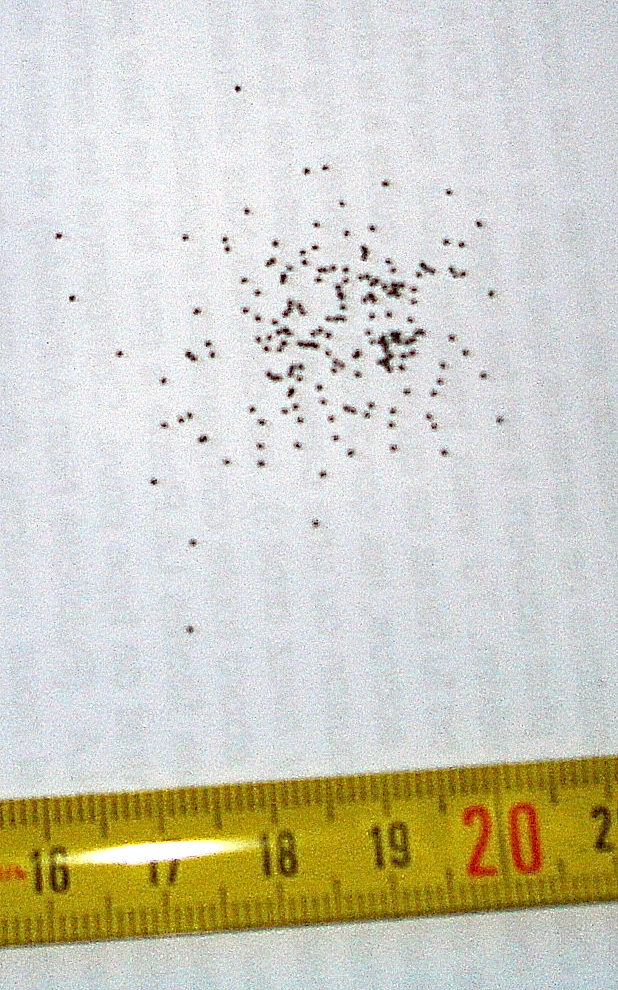
Pepparmynta-frön
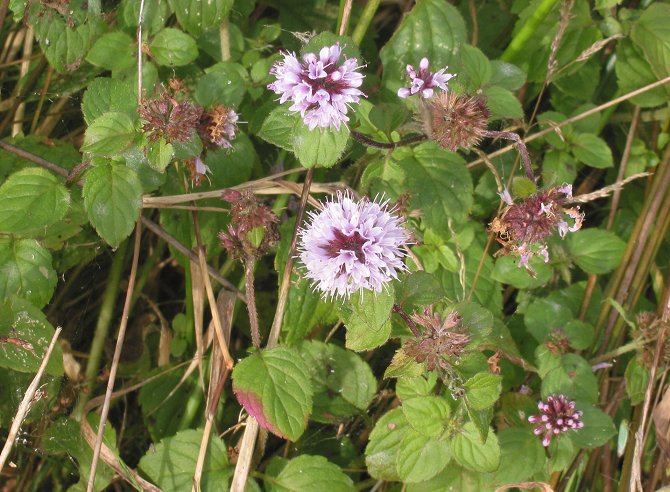
Mentha acquatica L.
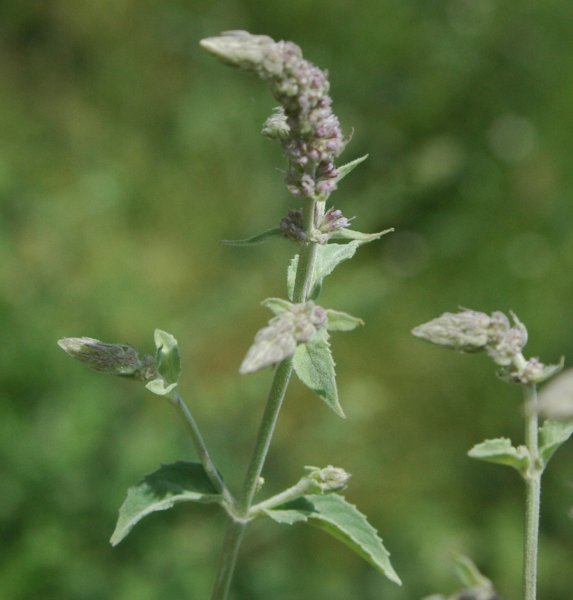
Mentha asiatica Boriss.
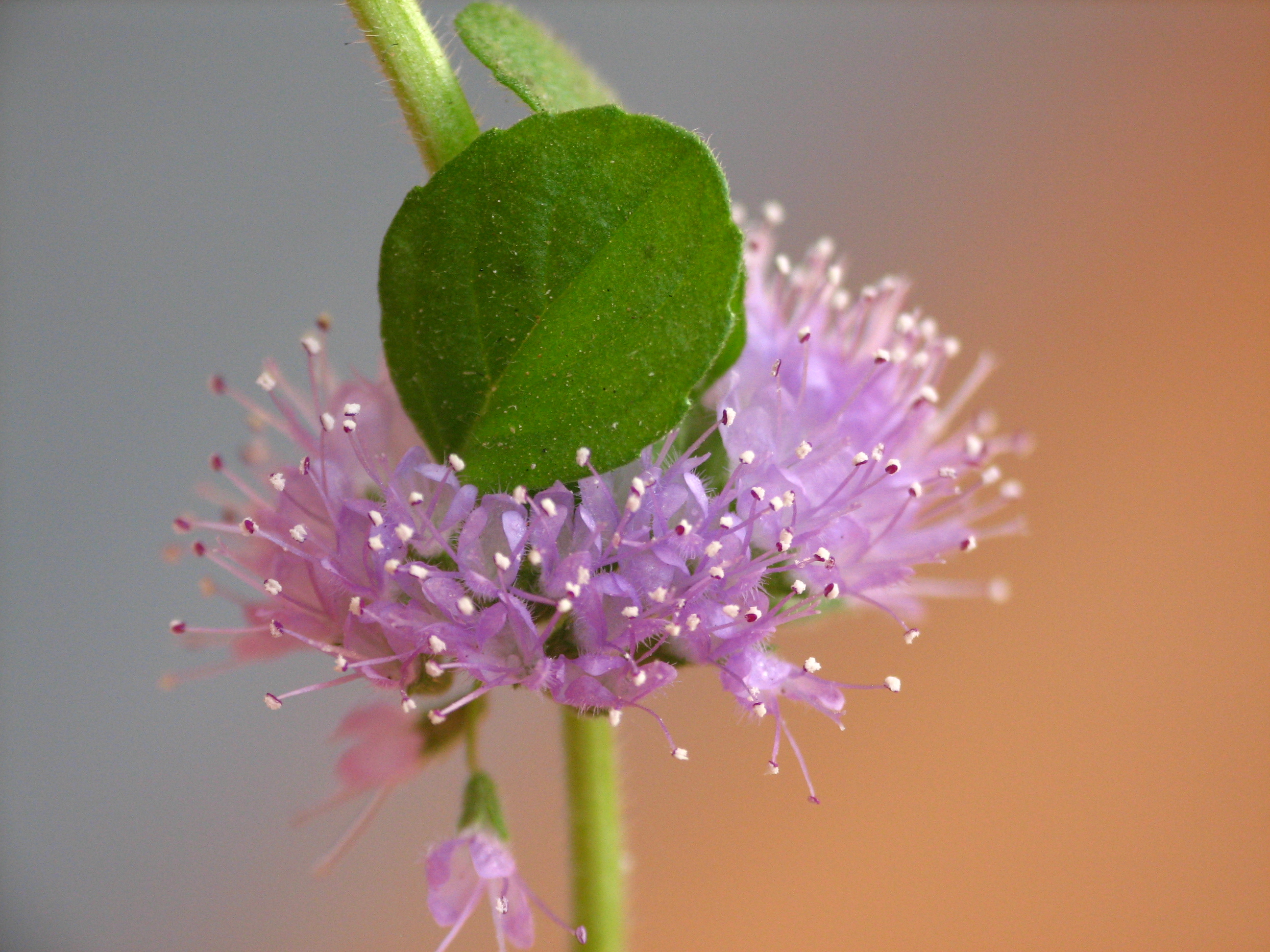
Mentha pulegium L.
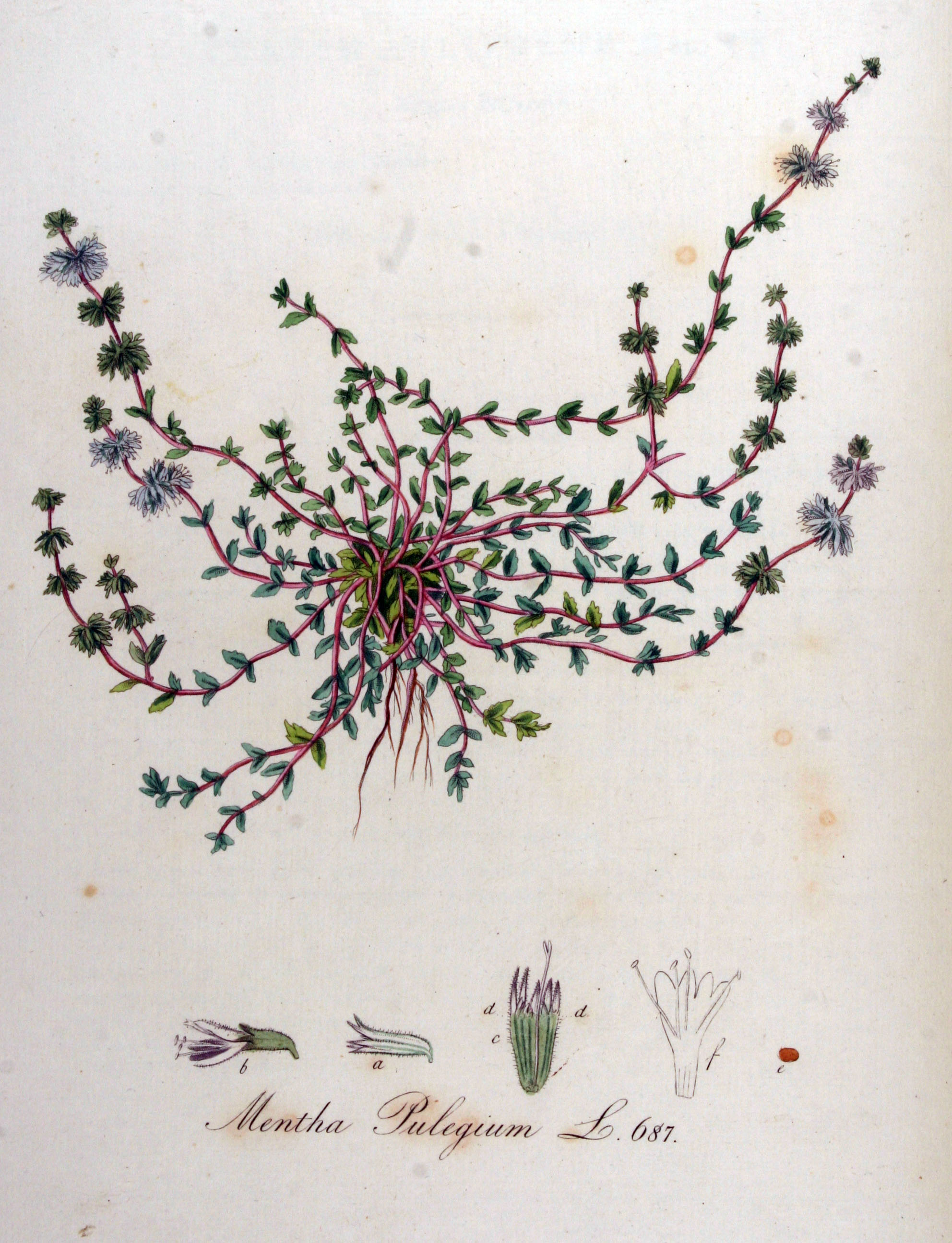
Mentha pulegium L.
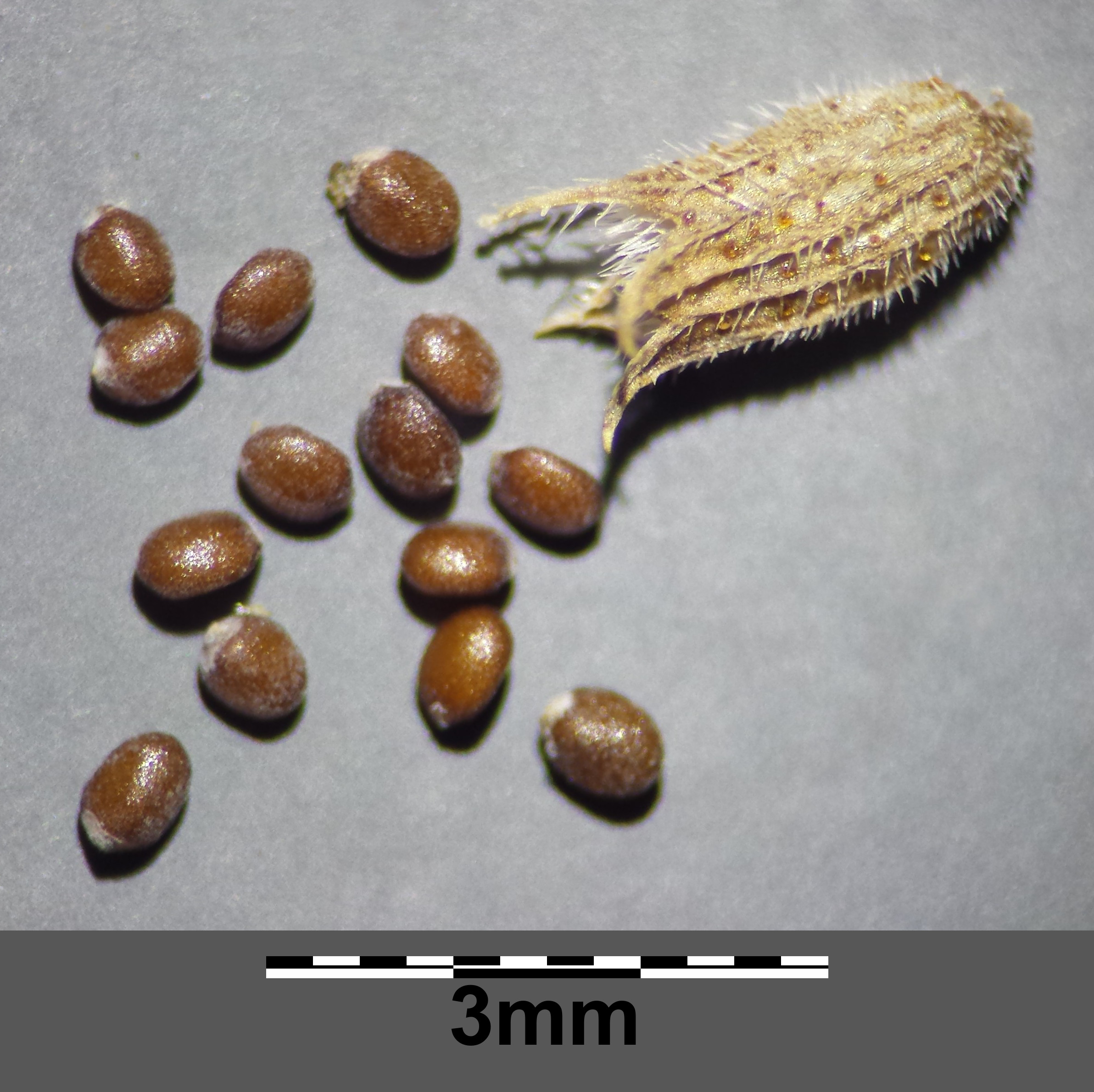
Frukt och smånötter av Mentha pulegium L.
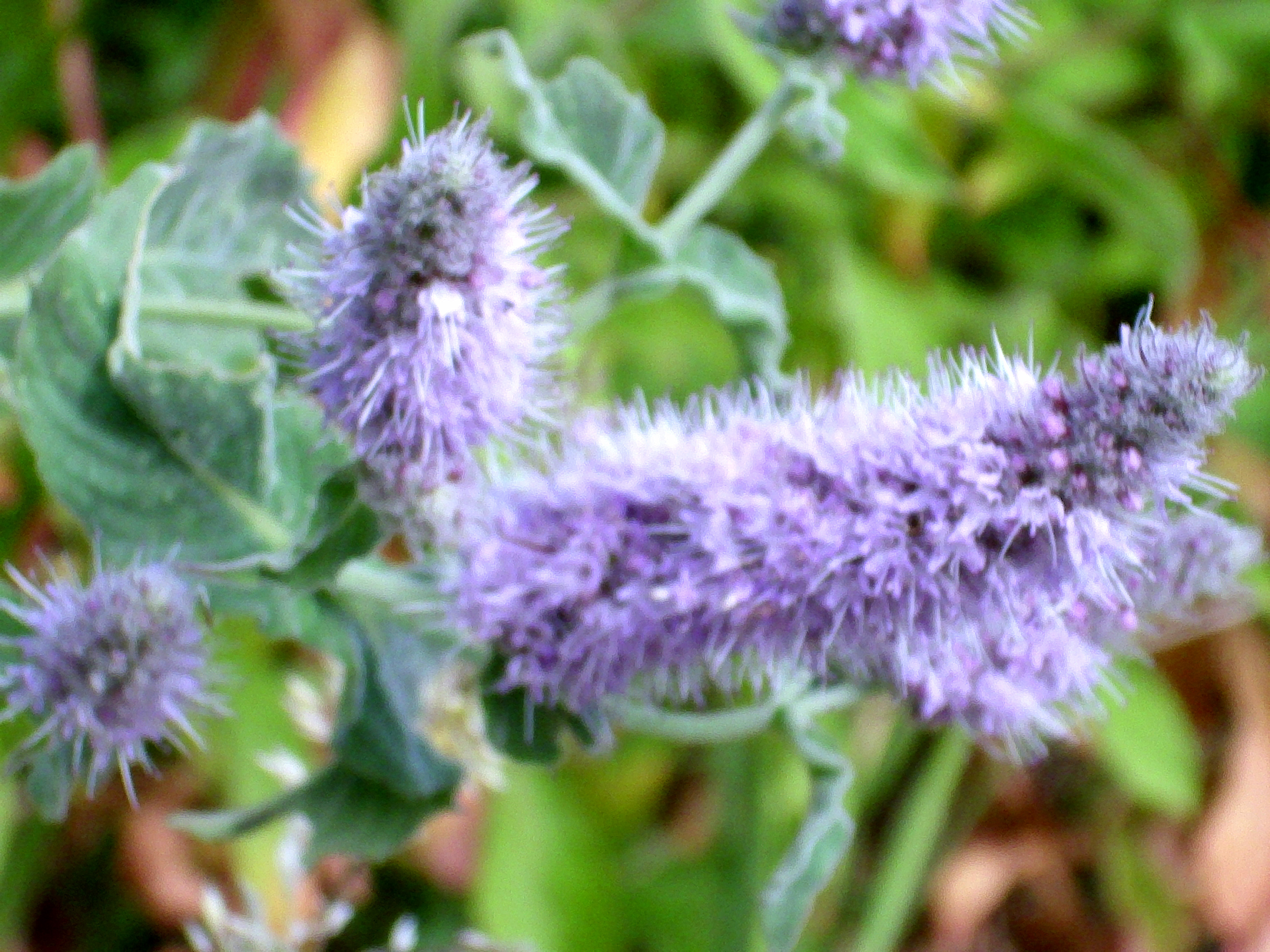
Mentha longifolia (L.) L.
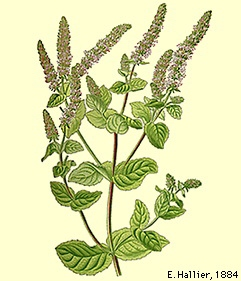
Mentha suaveolens Ehrh.
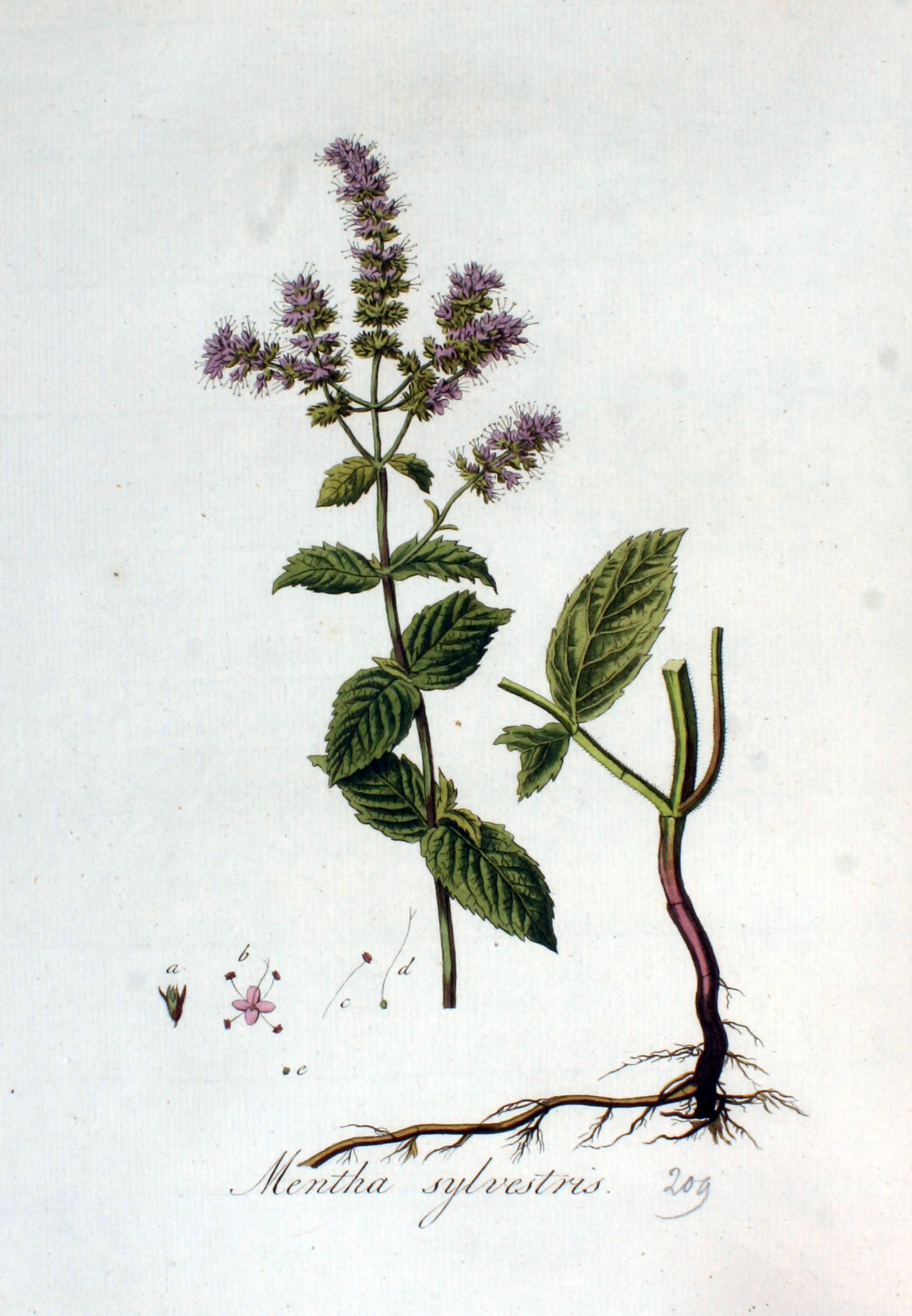
Mentha longifolia (L.) L. (Synonym Mentha sylvestris)
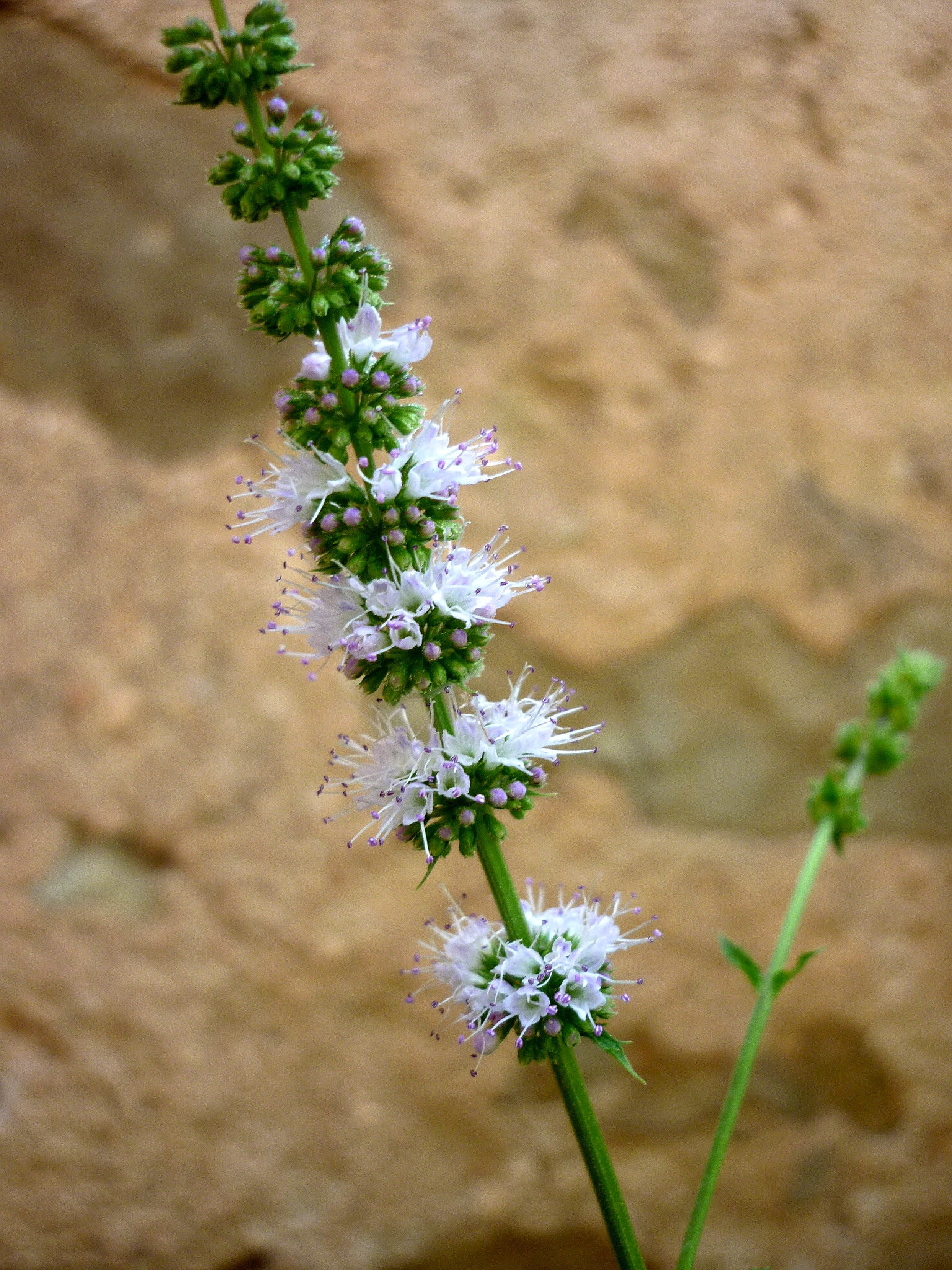
Mentha spicata L.
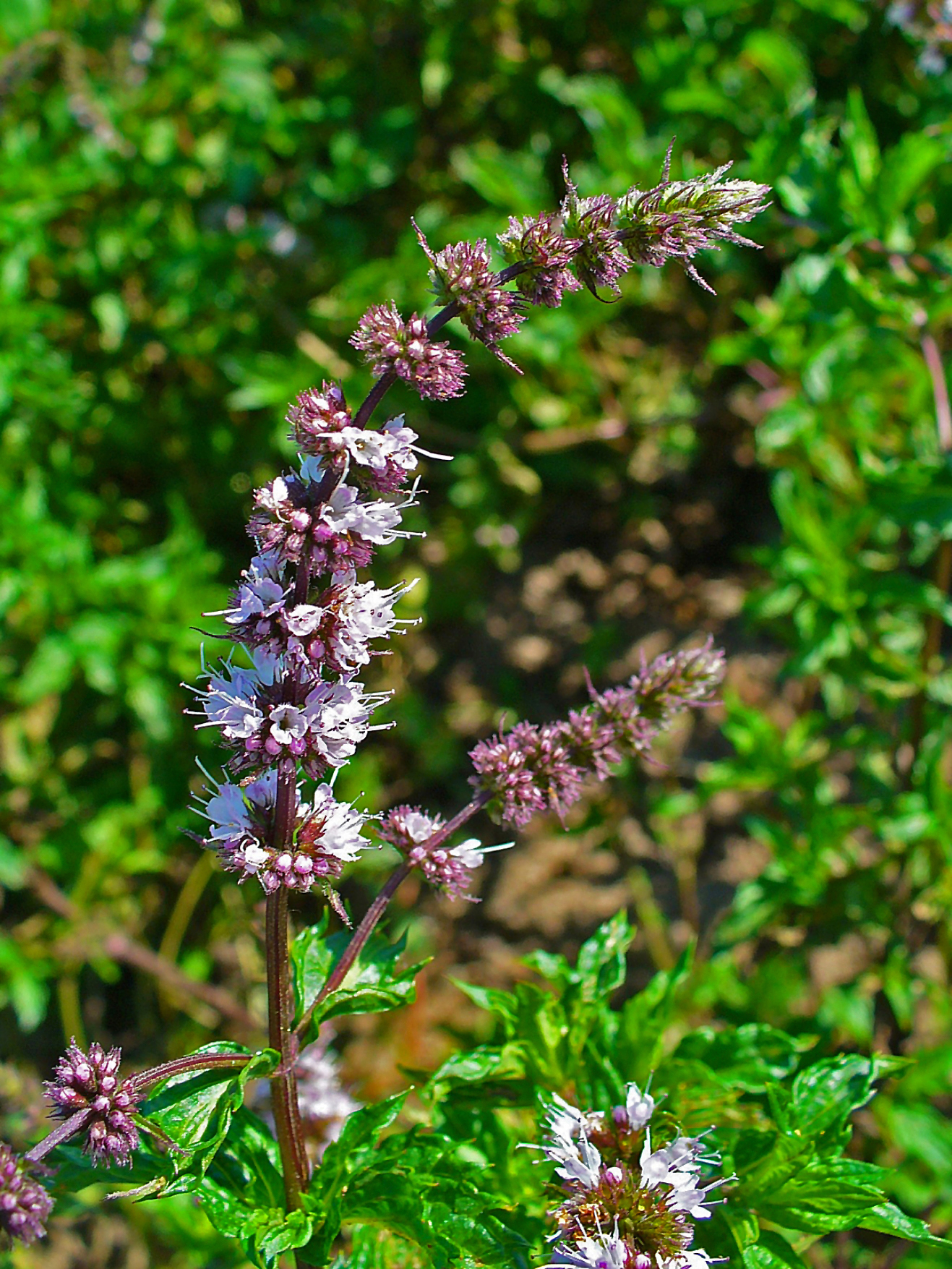
Mentha spicata var. crispa Ridd. Förväxla ej med Mentha spicata var. ceispata (Schrad. ex Willd.) Schinz & Thell.
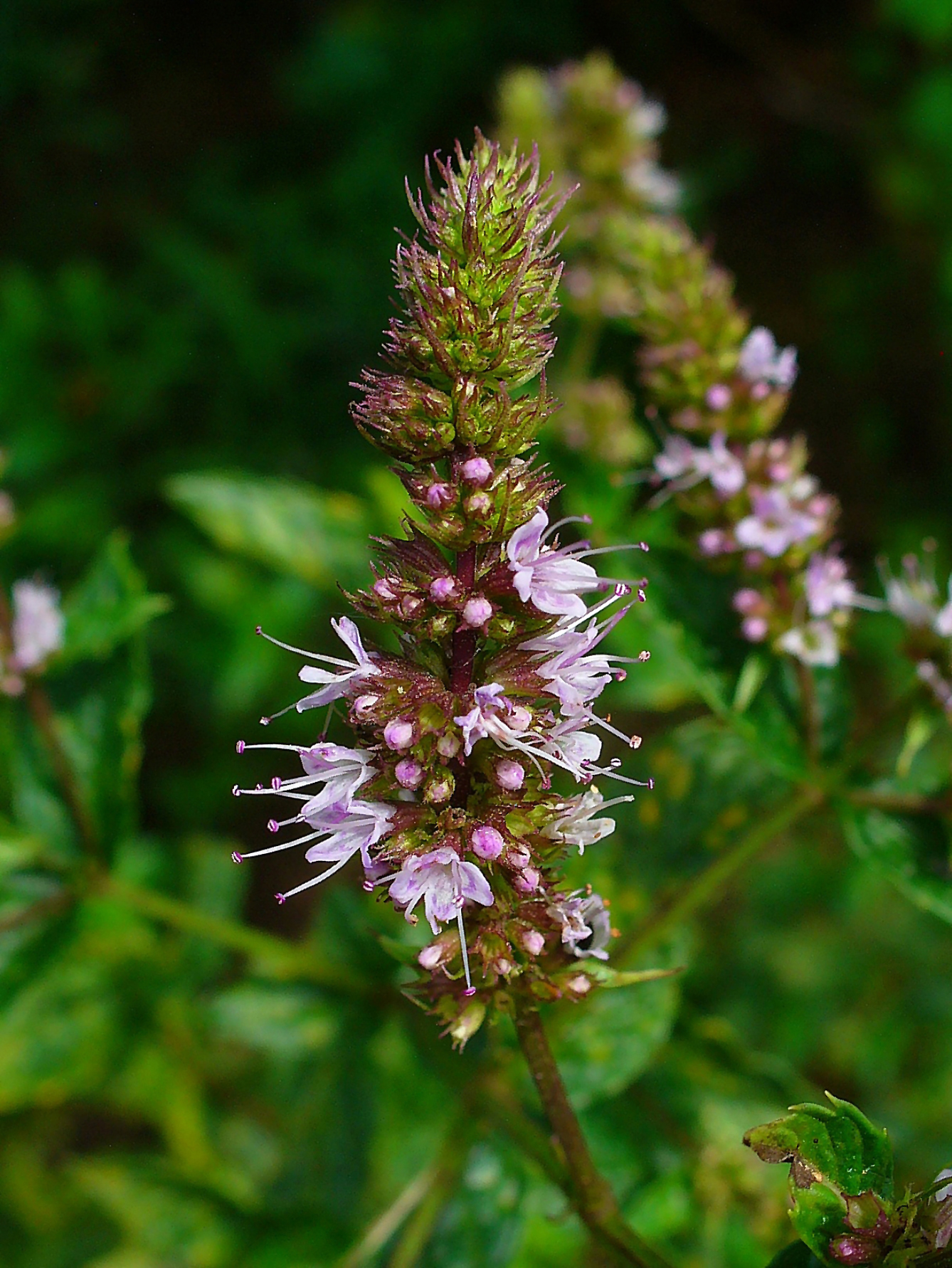
Mentha spicata L. var. viridis L.
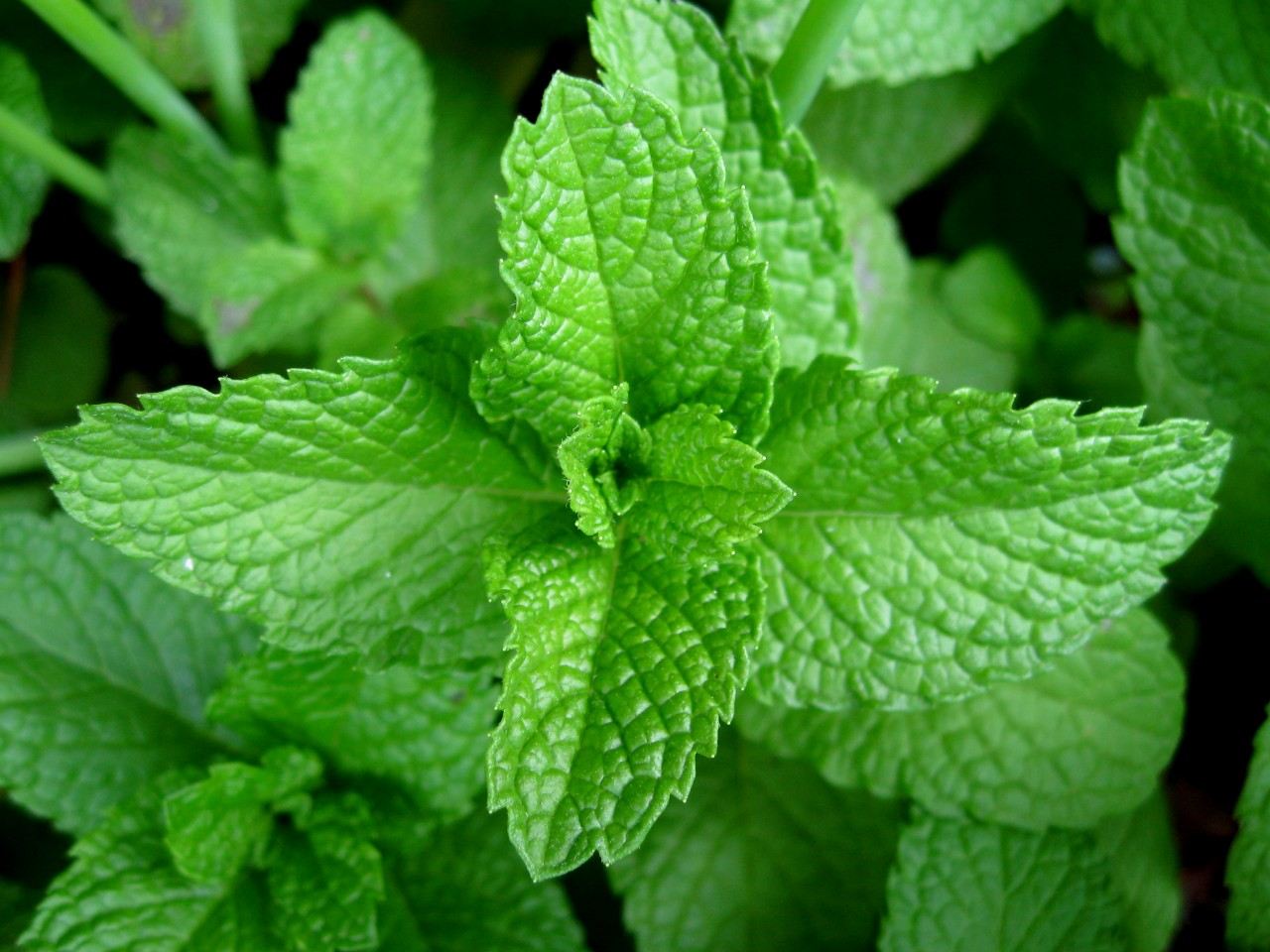
Myntablad av oidentifierad art
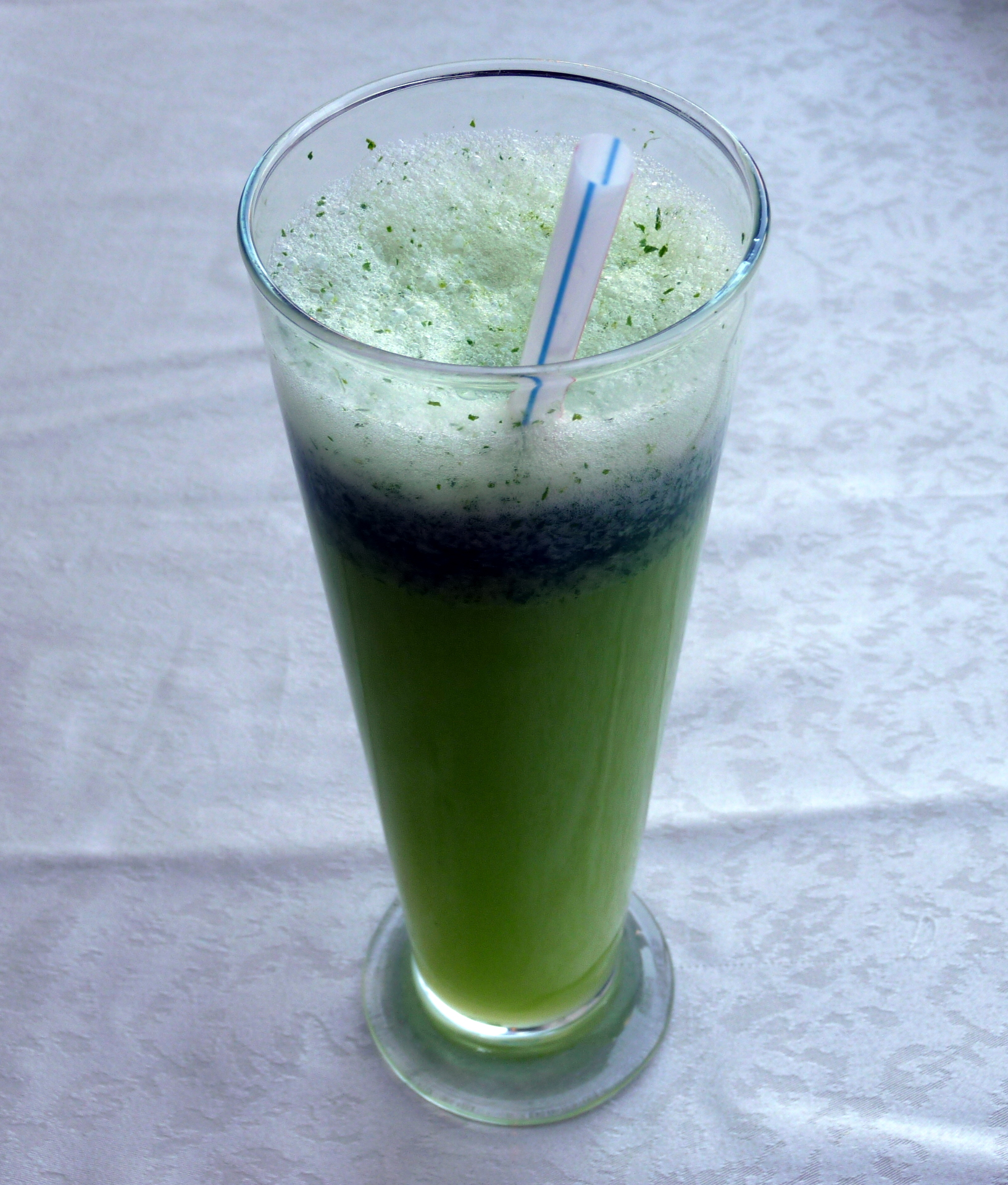
Limonana
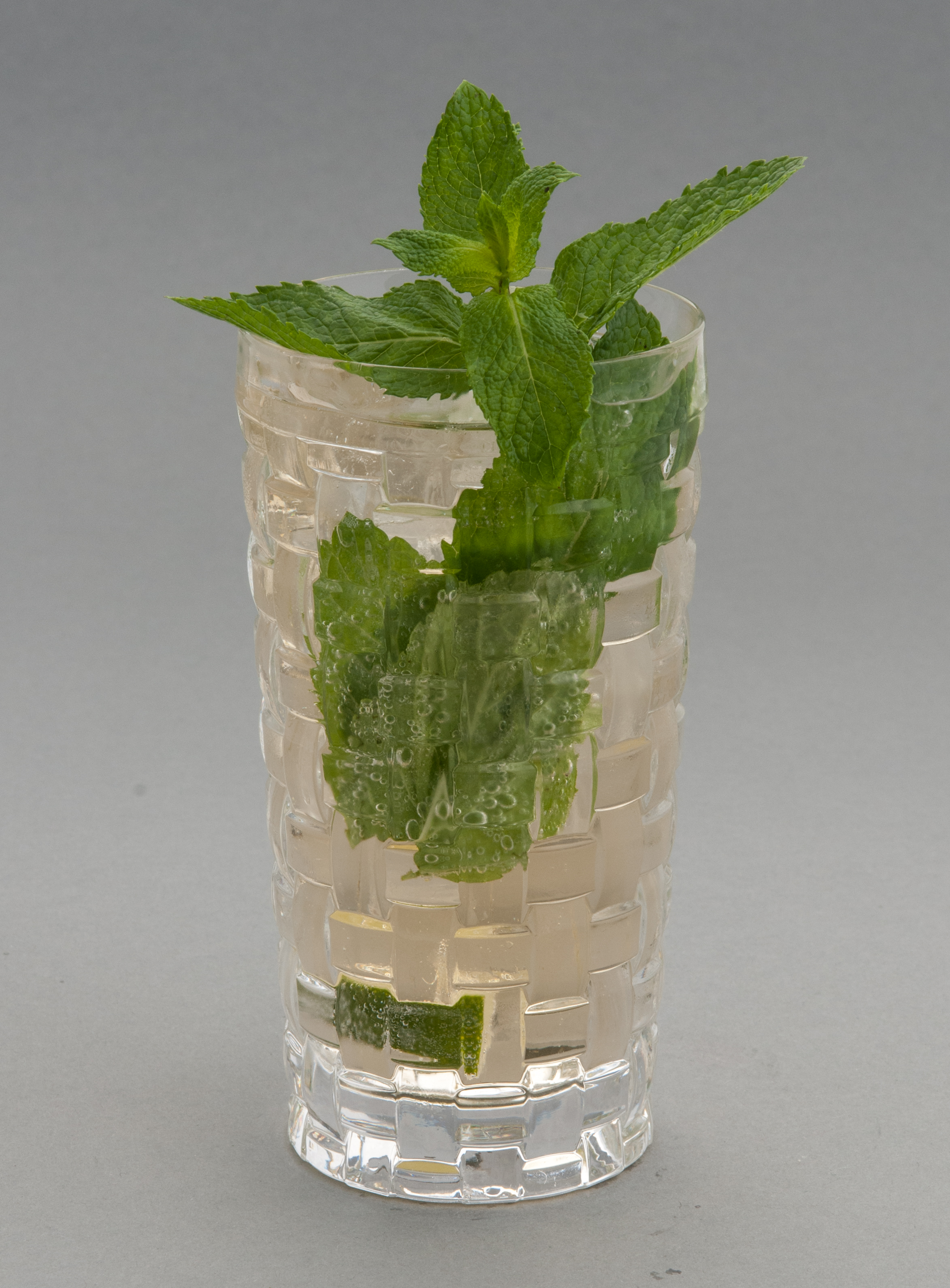
Mojito
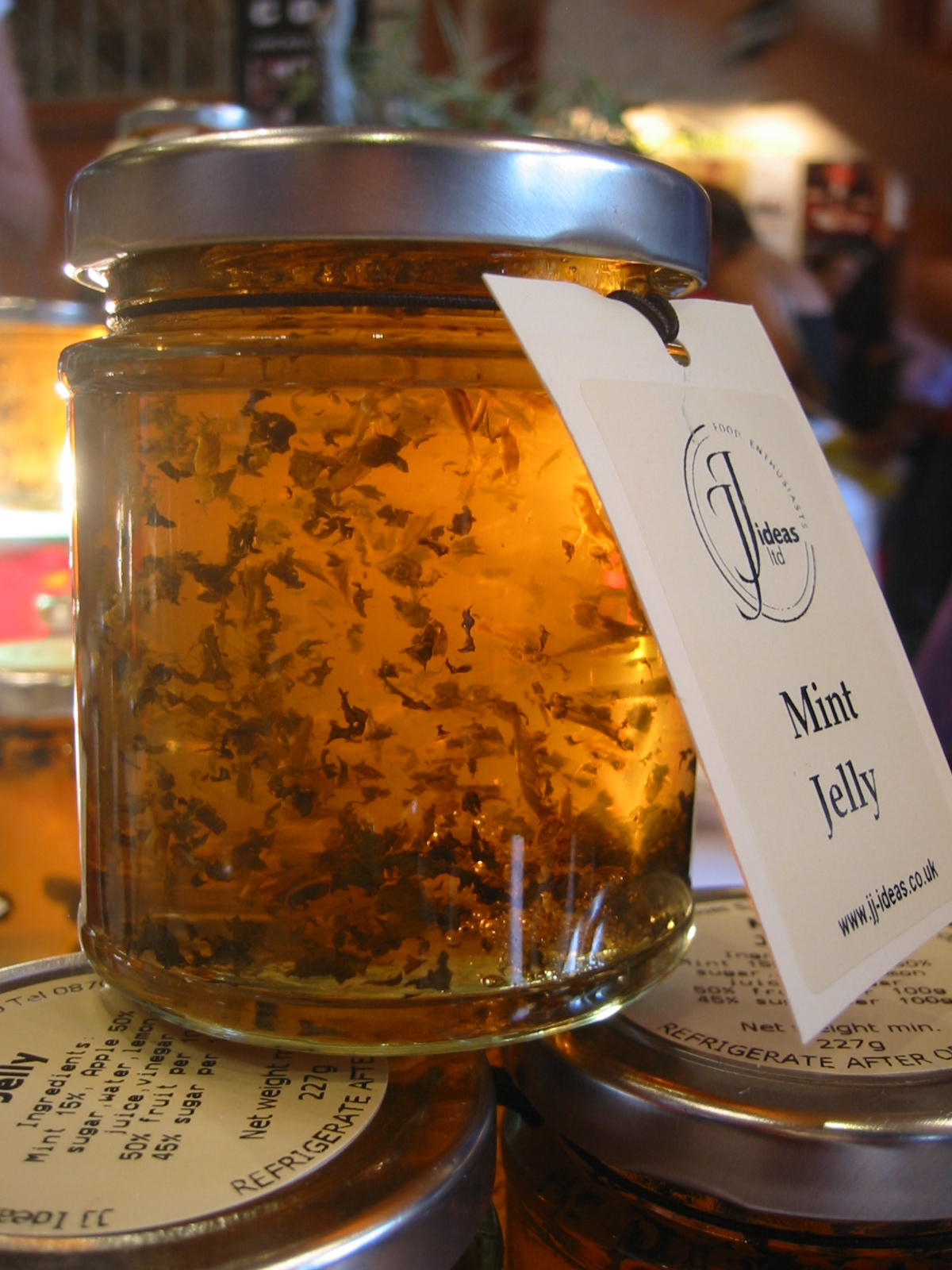
Myntagelé
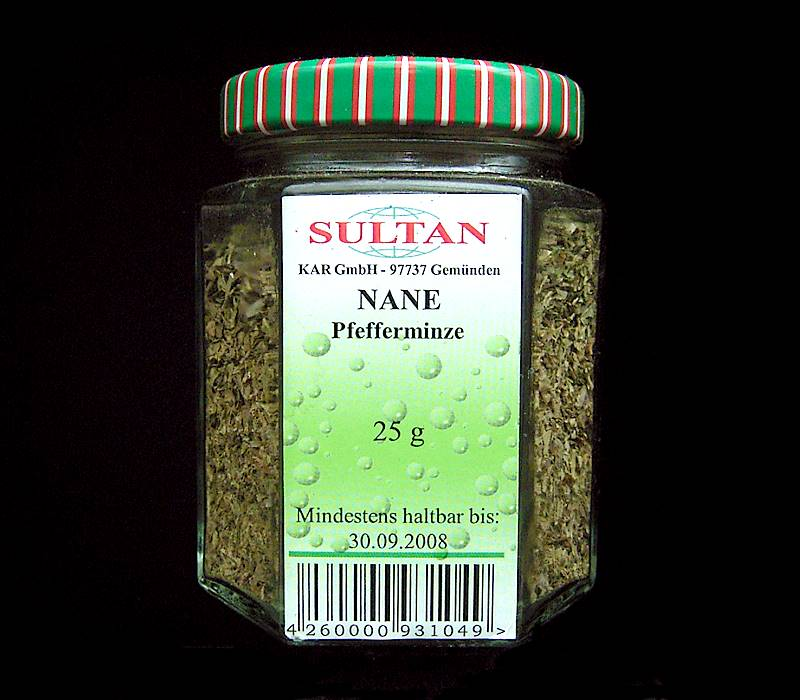
Frystorkade pepparmyntblad
var.viridis L., 1753
Från Franz Eugen Köhler: Köhler's Medizinal-Pflanzen
A Blommande kvist i naturlig storlek
Alla nedanstående figurer är förstoringar
1 Blomknopp
2 Blomma
3 Pistill med uppskuren kalk
4 Uppskuren blomkrona
5 Ståndare
6 Pollenkorn
- Mentha × piperita
Från Franz Eugen Köhler: Köhler–s Medizinal-Pflanzen
A Blommande kvist i naturlig storlek
Alla nedanstående figurer är förstoringar
1 Knopp
2 och 3 Blommor
4 Blomma, uppskuren
5 Kalk, uppskuren
6 Ståndare
7 Pollenkorn
8 Pistillens stift
9 Pisillens märke
10 Frukt i tvärsnitt
- Myntamatta
(Mentha x piperita)
- Myntamatta
(Mentha spicata var. crispa)
- Mentha × 
dumetorum Schult., pro spec. & H.Hyl.
- Ädelmynta, Mentha × gracilis Sole och äppelmynta, (= rundmynta)
Mentha rotundifolia Ehrh.
(Se skyltarna)
- Ädelmynta
Mentha × gracilis Sole
- Peppardmynta, Mentha × piperita  L.
- Peppardmynta
Mentha × piperita  L.
- Pepparmynta-frön
- Mentha acquatica  L.
- Mentha asiatica Boriss.
- Mentha pulegium L.
- Mentha pulegium L.
- Frukt och smånötter av Mentha pulegium L.
- Mentha longifolia (L.) L.
- Mentha suaveolens Ehrh.
- Mentha longifolia (L.) L. (Synonym Mentha sylvestris)
- Mentha spicata L.
- Mentha spicata
var. crispa Ridd.
Förväxla ej med Mentha spicata var. ceispata (Schrad. ex Willd.) Schinz & Thell.
- Mentha spicata L.
var. viridis L.
- Myntablad av oidentifierad art
- Limonana
- Mojito
- Myntagelé
- Frystorkade pepparmyntblad

## = Referenser
1. 1 2  Roskov Y., Kunze T., Orrell T., Abucay L., Paglinawan L., Culham A., Bailly N., Kirk P., Bourgoin T., Baillargeon G., Decock W., De Wever A., Didžiulis V. (ed) (15 juni 2014). ”Species 2000 & ITIS Catalogue of Life: 2014 Annual Checklist.”. Species 2000: Reading, UK. http://www.catalogueoflife.org/annual-checklist/2014/browse/tree/id/17209931. Läst 26 maj 2014.
2. ↑  ”Arkiverade kopian”. Arkiverad från originalet den 13 april 2015. https://web.archive.org/web/20150413004151/http://skud.slu.se/Skud/ReportPlant.action?skudNumber=7039. Läst 12 april 2015.
3. ↑  Christine Grey-Wilson och Jill Coombs: Kryddväxter och läkeörter, Norstedts Förlag AB, Stockholm 1997, ISBN 91-1-970571-9
4. ↑  Flytlie, Knut T. (på svenska: 1999). Vitaminrevolutionen. sid. 186. ISBN 91-46-17295-5